# 伍文生
伍文生（Isaac Ng Man Sang，1974年1月8日—），香港男演員及主持，曾為無綫電視基本藝人合約男藝員。

## 簡歷
伍文生在1992年畢業於路德會協同中學（理科班）。1993年，他畢業於無綫電視第6期藝員進修班。此前，他正在幫母親打理製衣生意，負責推銷工作。
其代表作為2005年《秀才遇著兵》中「無事生非」的「文生」及2008年《秀才愛上兵》裡「粥粉麵飯」的「范一」。2005年，他與同是基督徒的圈外女友周沛榆（Phoebe）結婚，婚後曾移民到澳大利亞悉尼居住，二人育有兩子一女。2013年回流香港，退出娛樂圈，於岳父的深水埗新香園堅記茶餐廳學藝，2014年則在大角咀開設蛋牛治外賣專門店，創立「SHY Xpress」，至2016年時已有3間分店。
2017年，伍文生創立「星之婚禮司儀有限公司」，提供婚禮及婚宴司儀統籌服務。
2021年7月應無綫電視首席創意官王祖藍邀請回巢無綫，並主持全新兒童節目《Hands Up》。
2022年2月，伍文生確診2019冠狀病毒病。

## 演出作品

### 電視劇（無綫電視）
| 首播   | 劇名         | 角色                     |
| 1994年 | 小李飛刀     | 船 夫                    |
| 1994年 | 阿SIR早晨    | 胡振威                   |
| 1995年 | O記實錄      | 余靖允助手               |
| 1995年 | 神鵰俠侶     | 炭 頭                    |
| 1995年 | 親恩情未了   | 伙記雞（第9集）          |
| 1996年 | 900重案追兇  | GARY                     |
| 1996年 | 天地男兒     | Copy仔                   |
| 1997年 | 醉打金枝     | 東宮皇子                 |
| 1998年 | 鹿鼎記       | 小桂子                   |
| 2002年 | 洛神         | 周 祥（侍衛）            |
| 2004年 | 怪俠一枝梅   | 小橘子（方公公隨侍）     |
| 2004年 | 水滸無間道   | 演員林沖（第10集）       |
| 2004年 | 廉政行動2004 | Isacc（ICAC調查員）      |
| 2004年 | 棟篤神探     | 阿 嬌                    |
| 2005年 | 秀才遇著兵   | 文 生                    |
| 2005年 | 情迷黑森林   | 昂山察差                 |
| 2006年 | 覆雨翻雲     | 哈 赤                    |
| 2006年 | 高朋滿座     | 書呆子營友（第120集）    |
| 2006年 | 法證先鋒     | 苗永喬（判官）（第23集） |
| 2006年 | 上海傳奇     | 陳 骰                    |
| 2006年 | 隨時候命     | 顏廣發                   |
| 2006年 | 賭場風雲     | 荷官學員                 |
| 2007年 | 強劍         | 程 報                    |
| 2007年 | 舞動全城     | 心盈男Fans               |
| 2008年 | 秀才愛上兵   | 范 一                    |
| 2008年 | 古靈精探     | 陳金勝手下               |

### 電視節目（無綫電視）
| 首播        | 節目名      | 性質           |
| 1997-1999年 | 閃電傳真機  | 主持           |
| 2000-2004年 | 至NET小人類 | 主持           |
| 2005年      | 放學ICU     |                |
| 2016年      | 我愛香港    | 嘉賓（第17集） |
| 2021-2024年 | Hands Up    |                |

### 歌曲
- 踢出勝利（與張國洪、李天翔、羅貫峰、劉家聰合唱）

## 外部連結
- 路德會協同中學創校60週年特刊 畢業生名單 （页面存档备份，存于）
- SHY Xpress